# Федеральная аэронавигационная служба

Геральдический знак-эмблема Росаэронавигации

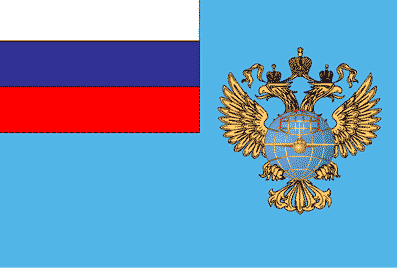
Флаг Росаэронавигации

Федеральная аэронавигационная служба (Росаэронавигация) — существовавшая в 2005—2009 гг. федеральная служба, осуществлявшая государственное управление в сфере использования воздушного пространства Российской Федерации. После расформирования функции переданы в Ространснадзор и Росавиацию.

## История, статус
Служба была образована в соответствии с Указом Президента РФ от 05 сентября 2005 г. № 1049. Положение о Службе утверждено Постановлением Правительства РФ от 30 марта 2006 г. № 173.
Росаэронавигация являлась специально уполномоченным федеральным органом исполнительной власти, осуществлявшим функции по проведению государственной политики, нормативно-правовому регулированию, контролю и надзору, а также по оказанию государственных услуг и управлению государственным имуществом в сфере использования воздушного пространства Российской Федерации, аэронавигационного обслуживания пользователей воздушного пространства Российской Федерации и авиационно-космического поиска и спасания.
Служба осуществляла также полномочия органов, реализующих необходимые меры, направленные на выполнение обязательств, вытекающих из международных договоров РФ, в установленной сфере её деятельности.
До 12 мая 2008 года руководство Службой осуществляло непосредственно Правительство РФ, но Указом Президента РФ от 12.05.2008 N 724 Служба передана в ведение Министерства транспорта РФ.

## Основные полномочия
Росаэронавигация:
1. принимала федеральные авиационные правила:
- сертификации юридических лиц, осуществляющих деятельность в области аэронавигации,
- осуществления радиосвязи,
- присвоения позывных радиосигналов гражданским воздушным судам,
- размещения маркировочных знаков и устройств на зданиях, сооружениях, линиях связи, линиях электропередачи, радиотехническом оборудовании и других объектах, устанавливаемых в целях обеспечения безопасности полетов воздушных судов,
- определяющие перечень объектов Единой системы организации воздушного движения,
- сертификации объектов Единой системы организации воздушного движения,
- выполнения авиационных работ с целью проверки наземных средств радиотехнического обеспечения полётов, авиационной электросвязи,
- определяющие требования, предъявляемые к авиационному персоналу,
- по иным вопросам, отнесённым законом к ведению Службы;

2. устанавливала:
- порядок взимания сборов за аэронавигационное обслуживание пользователей воздушного пространства Российской Федерации,
- особенности режима рабочего времени и времени отдыха, условий труда авиационного персонала,
- перечень воздушных трасс и местных воздушных линий Российской Федерации,
- перечень зон и районов Единой системы организации воздушного движения,
- перечень зон, районов и секторов управления воздушным движением с наибольшей интенсивностью или сложностью движения,
- перечень профессий (должностей) и работ, непосредственно связанных с движением транспортных средств,
- перечень авиационных предприятий и организаций, привлекаемых в установленном порядке к проведению поисково-спасательных работ;

3. выдавала:
- разрешения на транзитные полёты иностранных воздушных судов через воздушное пространство Российской Федерации и на пересечение ими государственной границы Российской Федерации,
- разрешения в случаях, установленных законодательством Российской Федерации, на выполнение международных полётов из аэропортов, с аэродромов Российской Федерации, не открытых Правительством Российской Федерации для международных полётов,
- разрешения на выполнение разовых полётов,
- сертификаты, в том числе сертификаты (свидетельства) авиационного персонала,
- иные документы в установленной сфере деятельности;

4. проводила обязательную сертификацию:
- типов систем и средств радиотехнического обеспечения полётов и управления воздушным движением, а также их производства,
- образовательных учреждений, осуществляющих подготовку специалистов соответствующего уровня, согласно перечням должностей авиационного персонала,
- объектов Единой системы организации воздушного движения,
- юридических лиц, осуществляющих и обеспечивающих аэронавигационное обслуживание пользователей воздушного пространства Российской Федерации.

## Руководство Службы
Руководитель (с 04.10.2005 г. по 11.09.2009 г.) - Нерадько Александр Васильевич.
Заместители руководителя (на май 2008 г.):
- Беляков А.В.;
- Елистратов А.В.;
- Савицкий Д.В.;
- Шрамченко А.В.

## Территориальные органы
- Центральное межрегиональное управление Федеральной аэронавигационной службы, г. Москва;
- Северо-Западное межрегиональное управление Федеральной аэронавигационной службы, г. Санкт-Петербург;
- Южное межрегиональное управление Федеральной аэронавигационной службы, г. Ростов-на-Дону;
- Приволжское межрегиональное управление Федеральной аэронавигационной службы, г. Самара;
- Уральское межрегиональное управление Федеральной аэронавигационной службы, г. Екатеринбург;
- Сибирское межрегиональное управление Федеральной аэронавигационной службы, г. Новосибирск;
- Дальневосточное межрегиональное управление Федеральной аэронавигационной службы, г. Хабаровск.

## Упразднение Службы
11 сентября 2009 года Президент России Дмитрий Медведев своим указом «О мерах по совершенствованию государственного регулирования в области авиации» упразднил Федеральную аэронавигационную службу. Её функции передаются Федеральной службе по надзору в сфере транспорта (Ространснадзору) и Федеральному агентству воздушного транспорта (Росавиации).
Как отмечается в документе, изменения внесены в целях совершенствования системы государственного регулирования в области авиации.